# Adelasia Cocco
Adelasia Cocco (* 1885 in Sassari; † 1983 in Nuoro) war eine italienische Ärztin. Sie war die erste Amtsärztin Italiens.

## Leben und Werk
Cocco war die Tochter des Schriftstellers Salvatore Cocco Solinas. Die Gabrio-Casati-Reform, die bis 1923 gültig war, beinhaltete, dass die ersten beiden Jahre der Grundschule kostenlos, obligatorisch und für beide Geschlechter gleich waren. Eine folgende höhere Bildung war nicht ohne weiteres für alle zugänglich. Cocco schrieb sich 1907 als einzige Frau an der Fakultät für Medizin und Chirurgie an der Universität Pisa ein und schloss als zweite Frau auf Sardinien nach Paola Satta  ihr Medizinstudium 1913 an der Universität Sassari bei Luigi Zoja (1866–1959) mit einer Arbeit über Die autolytische Kraft des Blutserums als Beitrag zur Immunreaktionen ab.
Sie wollte 1913 die frei gewordene Stelle eines Arztes in Barbagia besetzen. Damals war die Zustimmung des Präfekten erforderlich, da ein Arzt von der Behörde zur Arbeit ermächtigt wurde. Obwohl der Präfekt von Nuoro sich geweigert hatte, das Ernennungsdekret zu unterzeichnen, wies ihr der Gemeinderat einen Platz in dem Stadtteil Seuna zu. 1915 erhielt sie die Stelle von dem Arzt Andrea Romagna in Lollove und versorgte die 400 Einwohner des Bergdorfes mit Hilfe eines Maultiers auf unzugänglichen Straßen, die von Banditen vermint wurden. Um in kürzerer Zeit zu ihren Patienten zu gelangen, machte sie als erste Ärztin Italiens und als erste Frau auf Sardinien einen Führerschein. Als Freundin des Dichters Sebastiano Satta und des Malers Antonio Ballero war sie auch behandelnde Ärztin prominenter Persönlichkeiten aus Nuoro, wie des Journalisten Attilio Deffenu.
1928 wurde sie Gesundheitsbeamtin in Nuoro und übernahm 1935 die Leitung des Provinziallabors für Hygiene und Prophylaxe. Sie studierte zusätzlich Mikrobiologie am Institut für öffentliche Gesundheit in Rom und an der Universität von Pisa, wobei sie sich insbesondere mit Tollwut, Enteritis und Malaria beschäftigte.
Sie war Mitglied in der 1921 gegründeten italienischen Nationalen Vereinigung der Ärztinnen in Medizin und Chirurgie, der heutigen Associazione Italiana Donne Medico. Sie heiratete den Tierarzt Giovannico Floris, mit dem sie einen Sohn bekam. Cocco ging 1955 in den Ruhestand und starb 1983 im Alter von 98 Jahren.
In Nuoro sind der Parco Sportivo Adelasia Cocco und der Parco Adelasia Cocco ihr zu Ehren benannt.